# گئورگ آصلانیان
گئورگ تادئوسی آصلانیان (ارمنی: Գևորգ Թադևոսի Ասլանյան؛  زادهٔ ۱ آوریل ۱۹۰۸ - ۲۳ آوریل ۱۹۸۸) بازیگر اهل ارمنستان بود. وی بین سال‌های - تا - میلادی فعالیت می‌کرد.

## زندگی‌نامه
وی در ۱۴ آوریل [سبک قدیمی: ۱ آوریل] ۱۹۰۸ در ایروان به دنیا آمد و از انستیتو دولتی هنرهای زیبای ایروان (۱۹۳۲) فارغ‌التحصیل گشت. وی همچنین برنده جوایزی همچون هنرمند مردمی ارمنستان شوروی (۱۹۸۴) شد. وی در ۲۳ آوریل ۱۹۸۸ در سن ۸۰ سالگی در ایروان درگذشت

## گزیده فیلمشناسی
از فیلم‌ها یا برنامه‌های تلویزیونی که وی در آن نقش داشته است می‌توان به نازار شجاع (۱۹۴۰)، تژوژیک (۱۹۶۱)، پرتگاه (۱۹۷۳)، ستاره امید (۱۹۷۸)، مکانیک خوشبختی (۱۹۸۲) اشاره کرد.